# Therese Frösch

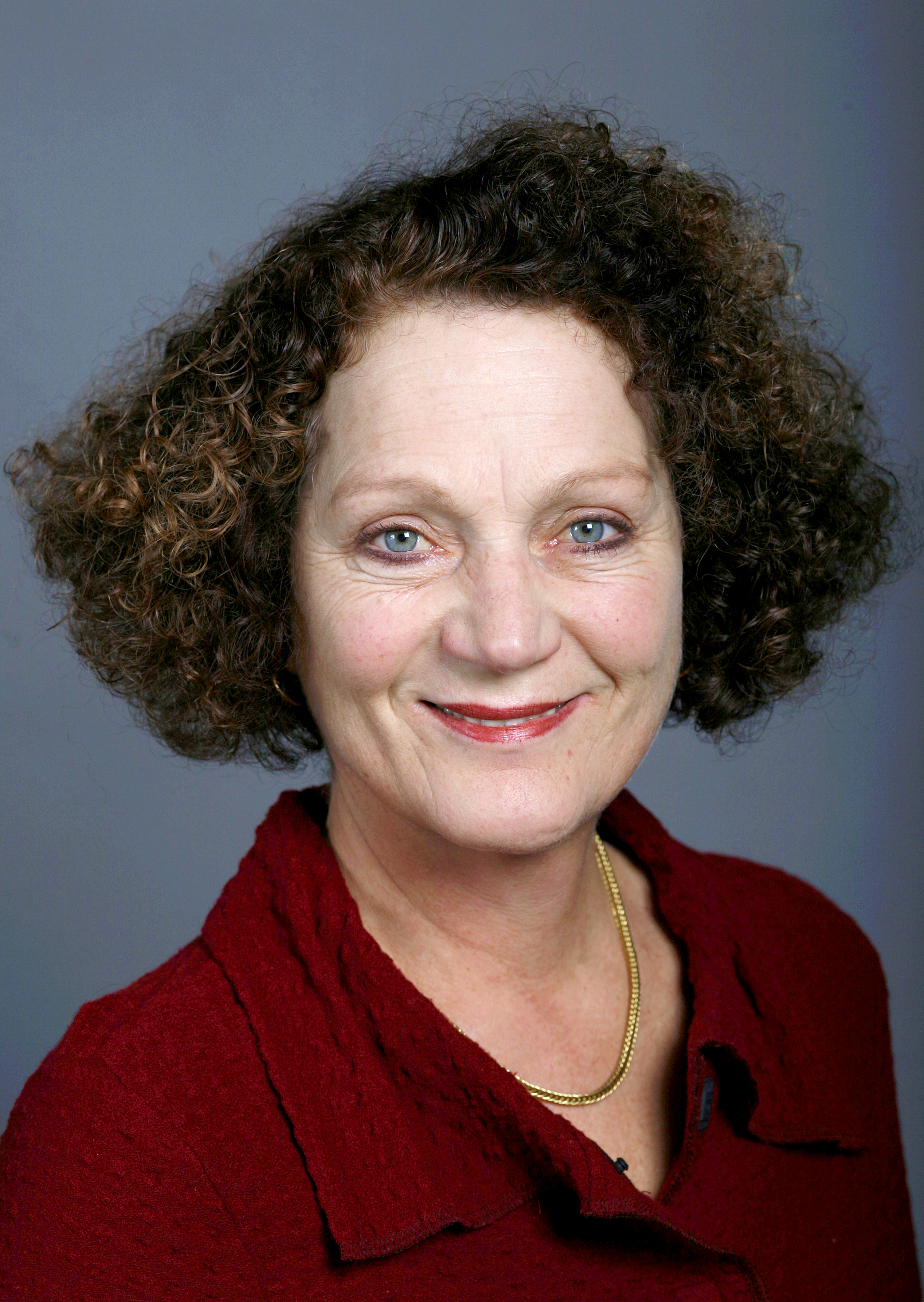
Therese Frösch (2007)

Therese Frösch (* 22. Juni 1951 in Zofingen, heimatberechtigt in Zofingen) ist eine Schweizer Politikerin (Grüne).

## Leben
Therese Frösch war von 1993 bis 2004 Mitglied des Gemeinderats der Stadt Bern (Exekutive), bis 2003 als Finanzdirektorin und dann als Sozialdirektorin. Von diesem Amt ist sie Ende 2004 zurückgetreten.
Bei den Wahlen von Oktober 2003 wurde sie in den Nationalrat gewählt, 2007 wurde sie bestätigt. Zur Nationalratswahl im Oktober 2011 trat sie nicht mehr an. Von 2005 bis 2009 war sie Präsidentin der Grünen-Fraktion. Von Mai 2014 bis Mai 2019 teilte sie mit Felix Wolffers (SP) das Co-Präsidium der Schweizerischen Konferenz für Sozialhilfe (SKOS).